# دنیس مورگن
دنیس مورگن (انگلیسی: Dennis Morgan؛ ۲۰ دسامبر ۱۹۰۸ – ۷ سپتامبر ۱۹۹۴) یک هنرپیشه، و خواننده اهل ایالات متحده آمریکا بود.

## فیلم‌شناسی
- کیتی فویل (۱۹۴۰)
- شاین (۱۹۴۷)
- زیگفلد کبیر (۱۹۳۶)